# 戴费马利
特威阑（英語：Mary Dorothy Fine Twinem，中文名戴费马利，1895年4月8日—1983年9月9日），美裔中国人。南京大屠杀期间，任国际红十字会南京委员会成员。

## 生平
1895年，戴费马利生于美国纽泽西州特伦顿，后于哈特福德神学院获神学教育学士学位，纽约大学获硕士学位。1919年9月前往中国安徽省怀远县，成为了一名长老会传教士。1922年5月，与金陵大学教授戴籁三（保罗·迪威特·特威阑）结婚，但1923年9月24日戴籁三因盲肠炎逝世。接下来十年，除了休假时返回美国，戴费马利定居于中国，在金陵大学教书，之后加入中国国籍。
南京大屠杀期间，任国际红十字会南京委员会成员。南京沦陷后，在金陵女子文理学院帮助魏特琳管理校区，驱逐日军。珍珠港事件后前往重庆工作，日本投降后返回南京。
1949年，随国民政府迁往台湾，从事基督教教育工作。20世纪60-70年代，戴费马利持续与被软禁的张学良及其妻通信。